# Nederlandse gemeenteraadsverkiezingen 1935
De Nederlandse gemeenteraadsverkiezingen 1935 waren reguliere gemeenteraadsverkiezingen in Nederland. Zij werden gehouden op 26 juni 1935.

## Opkomst
| 1935              | # stemmen | %     |
| ----------------- | --------- | ----- |
| Kiesgerechtigden  | 4.132.963 |       |
| Niet opgekomen    | 338.767   | 8,20  |
| Opkomst           | 3.794.196 | 91,80 |
| Ongeldige stemmen | 83.376    | 2,20  |
| Blanco stemmen    | 124.474   | 3,28  |
| Geldige stemmen   | 3.586.346 | 94,52 |

## Landelijke uitslagen
| Naam partij                     | # stemmen | % stemmen |
| ------------------------------- | --------- | --------- |
| overige partijen en combinaties | 425.623   | 11,87     |
| RKSP                            | 968.737   | 27,01     |
| SDAP                            | 798.328   | 22,26     |
| ARP                             | 422.287   | 11,77     |
| CHU                             | 297.289   | 8,29      |
| LSP                             | 214.429   | 5,98      |
| CPN                             | 119.189   | 3,32      |
| VDB                             | 99.742    | 2,78      |
| VNH                             | 51.918    | 1,45      |
| SGP                             | 51.575    | 1,45      |
| CDU                             | 47.602    | 1,33      |
| RSAP                            | 42.677    | 1,19      |
| KDP                             | 36.194    | 1,19      |
| HGSP                            | 10.212    | 0,28      |
| Plattelandersbond               | 544       | 0,02      |